# Головинский, Алексей Фёдорович
Алексей Фёдорович Головинский (1810 — 21 июня 1871) — общественный деятель, предприниматель, железопромышленник, купец 1-й гильдии, тверской городской голова в 1863—1871 годах.

## Биография
Родился в 1810 году в Санкт-Петербурге крепостным княгини Анны Александровны Голицыной. Детские годы провел в Саратовской губернии в селе Зубриловке — имении, принадлежащем князьям Голицыным. Исполнял обязанности бухгалтера, старшего конторщика на Раменской бумагопрядильной фабрике князей Голицыных, затем (в 1836 году) был назначен управляющим Череповецкой вотчиной. В 1840 году получил вольную и тогда же приписался в Нижегородские 2-й гильдии купцы.
Женился на дочери известного тверского купца Ильи Святогорова в 1841 году и переехал в город Тверь, где через несколько лет перешел в 1-ю купеческую гильдию. В 1850 году был утверждён в звании почетного члена Тверского губернского попечительства детских приютов, в 1857 году получил потомственное почетное гражданство, был избран в магистрат первым бургомистром и первым кандидатом на должность городского головы.
В 1858 году вступил в звания директора Тверского губернского комитета попечительного общества о тюрьмах и члена-корреспондента Тверского губернского статистического комитета.
В 1863 году вступил в должность городского головы. 26 ноября 1865 года был избран в Тверское губернское собрание от Твери.
Пожертвовал более 110 000 рублей на нужды города, в том числе: 12 000 — на открытие Мариинского высшего женского училища, 11 000 — на открытие публичной библиотеки, 12000 руб — на сооружение земляной дамбы для защиты Затьмачья от паводков (Головинский вал). Также способствовал созданию в Твери газового освещения улиц, водопровода.
Построенный на деньги Головинского вал стал косвенной причиной заката его карьеры. Купец Бураков, огороды которого располагались на месте вала, начал против Алексея Федоровича процесс. В 1871 году, во время перевыборов, рядом с фамилией Головинского значился комментарий: «Находится под следствием». В результате на должность головы был выбран П. Кобелев. А. Ф. Головинский умер спустя короткое время, 21 июня 1871 года. После своей смерти оставил Тверскому и Череповецкому уездам по 30 000 рублей на устройство сельских школ.

## Награды
Был награждён золотыми медалями «За усердие» на Андреевской и Владимирской, позднее на Станиславской ленте и также бронзовой медалью — за пожертвование в 1855 году на ратников Тверской дружины. В 1863 году награждён орденом Святого Станислава III степени.

## Память
Память об А. Ф. Головинском увековечена в названии вала, сооруженного на его деньги (Головинский вал), а также колонне, поставленной в ознаменование этого события (Головинская колонна). На доме № 5 по набережной Степана Разина в Твери, где А. Ф. Головинский жил в 1843—1871 годах, установлена мемориальная доска.